# Lijst van gemeentelijke monumenten in De Ronde Venen
De gemeente De Ronde Venen telt 100 gemeentelijke monumenten, hieronder een overzicht. 

## Amstelhoek
De plaats Amstelhoek kent 3 gemeentelijke monumenten:
| Object                               | Bouwjaar | Architect | Locatie        | Coördinaten                  | Nr.                | Afbeelding          |
| ------------------------------------ | -------- | --------- | -------------- | ---------------------------- | ------------------ | ------------------- |
| Zuivelfabriek                        |          |           | Amstelkade 60  | 52° 13' 57" NB, 4° 50' 8" OL | 0736/wiki1427AN60  | Zuivelfabriek       |
| Gemaal Eerste Bedijking (Petronella) |          |           | Amstelkade 121 | 52° 14' 18" NB, 4° 51' 9" OL | 0736/wiki1427AR121 | Upload foto         |
| Transformatorhuisje                  |          |           | De Bruinlaan 4 | 52° 13' 49" NB, 4° 50' 9" OL | 0736/wiki1427AH4   | Transformatorhuisje |

## De Hoef
De plaats De Hoef kent 16 gemeentelijke monumenten:
| Object                             | Bouwjaar | Architect | Locatie                  | Coördinaten                   | Nr.                | Afbeelding                         |
| ---------------------------------- | -------- | --------- | ------------------------ | ----------------------------- | ------------------ | ---------------------------------- |
| T-huis boerderij                   |          |           | Kromme Mijdrecht 10      | 52° 13' 37" NB, 4° 49' 7" OL  | 0736/wiki1426AA10  | T-huis boerderij                   |
| T-huis boerderij                   |          |           | Kromme Mijdrecht 18      | 52° 13' 30" NB, 4° 49' 6" OL  | 0736/wiki1426AA18  | Meer afbeeldingen                  |
| Zomerhuis                          |          |           | De Hoef Oostzijde 15     | 52° 12' 33" NB, 4° 48' 52" OL | 0736/wiki1426AE15  | Zomerhuis                          |
| T-huis boerderij                   |          |           | De Hoef Oostzijde 17-17a | 52° 12' 32" NB, 4° 48' 52" OL | 0736/wiki1426AE17  | T-huis boerderij                   |
| T-huis boerderij 'Spera in Deo'    | 1879     |           | De Hoef Oostzijde 19-20  | 52° 12' 29" NB, 4° 48' 53" OL | 0736/wiki1426AE19  | T-huis boerderij 'Spera in Deo'    |
| (school)woning                     |          |           | De Hoef Oostzijde 21     | 52° 12' 27" NB, 4° 48' 55" OL | 0736/wiki1426AE21  | (school)woning                     |
| Voorm.school(lokalen)              |          |           | De Hoef Oostzijde 22     | 52° 12' 27" NB, 4° 48' 55" OL | 0736/wiki1426AE22  | Voorm.school(lokalen)              |
| RK kerk H.Antonius van Padua       |          |           | De Hoef Oostzijde 44     | 52° 12' 12" NB, 4° 48' 56" OL | 0736/wiki1426AE44  | Meer afbeeldingen                  |
| Pastorie behorende bij RK kerk     |          |           | De Hoef Oostzijde 45     | 52° 12' 12" NB, 4° 48' 56" OL | 0736/wiki1426AE45  | Pastorie behorende bij RK kerk     |
| T-huis boerderij 'Schijn Bedriegt' |          |           | De Hoef Oostzijde 115    | 52° 11' 36" NB, 4° 49' 29" OL | 0736/wiki1426AJ115 | T-huis boerderij 'Schijn Bedriegt' |
| Langhuisboerderij + zomerhuis      |          |           | Ruigekade 30             | 52° 13' 38" NB, 4° 48' 16" OL | 0736/wiki1426RW30  | Langhuisboerderij + zomerhuis      |
| Langhuisboerderij 'De Witte Valk'  |          |           | De Hoef Westzijde 11     | 52° 13' 25" NB, 4° 49' 2" OL  | 0736/wiki1426AR11  | Langhuisboerderij 'De Witte Valk'  |
| Baanwachterswoning                 |          |           | De Hoef Westzijde 34     | 52° 12' 33" NB, 4° 48' 47" OL | 0736/wiki1426AS34  | Baanwachterswoning                 |
| Langhuisboerderij                  |          |           | De Hoef Westzijde 41     | 52° 12' 19" NB, 4° 48' 53" OL | 0736/wiki1426AT41  | Langhuisboerderij                  |
| Langhuisboerderij                  |          |           | De Hoef Westzijde 47     | 52° 12' 13" NB, 4° 48' 51" OL | 0736/wiki1426AT47  | Meer afbeeldingen                  |
| T-huis boerderij 'Stroomzicht'     |          |           | De Hoef Westzijde 50     | 52° 12' 9" NB, 4° 48' 50" OL  | 0736/wiki1426AT50  | T-huis boerderij 'Stroomzicht'     |

## Mijdrecht
De plaats Mijdrecht kent 20 gemeentelijke monumenten:
| Object                                           | Bouwjaar | Architect | Locatie                         | Coördinaten                   | Nr.                | Afbeelding                                       |
| ------------------------------------------------ | -------- | --------- | ------------------------------- | ----------------------------- | ------------------ | ------------------------------------------------ |
| Molenstomp                                       |          |           | A.C.Verhoefweg 5                | 52° 12' 42" NB, 4° 51' 1" OL  | 0736/wiki3643PV5   | Meer afbeeldingen                                |
| Langhuisboerderij                                |          |           | Bozenhoven 4                    | 52° 12' 21" NB, 4° 51' 54" OL | 0736/wiki3641AG4   | Langhuisboerderij                                |
| Winkel-woonhuis                                  |          |           | Bozenhoven 9                    | 52° 12' 22" NB, 4° 51' 56" OL | 0736/wiki3641AB9   | Winkel-woonhuis                                  |
| Winkel/woning                                    |          |           | Bozenhoven 31+33                | 52° 12' 19" NB, 4° 51' 59" OL | 0736/wiki3641AB31  | Winkel/woning                                    |
| Woning                                           |          |           | Bozenhoven 49                   | 52° 12' 17" NB, 4° 52' 2" OL  | 0736/wiki3641AC49  | Woning                                           |
| Woning                                           |          |           | Bozenhoven 139                  | 52° 12' 5" NB, 4° 52' 14" OL  | 0736/wiki3641AE139 | Woning                                           |
| Woning                                           |          |           | Bozenhoven 143                  | 52° 12' 5" NB, 4° 52' 15" OL  | 0736/wiki3641AE143 | Woning                                           |
| T Oude parochiehuis                              |          |           | Bozenhoven 152                  | 52° 12' 1" NB, 4° 52' 20" OL  | 0736/wiki3641AJ152 | Meer afbeeldingen                                |
| T-huis boerderij                                 |          |           | Derde Zijweg 7                  | 52° 13' 15" NB, 4° 50' 58" OL | 0736/wiki3643PT7   | T-huis boerderij                                 |
| (senioren) woningbouwcomplex                     |          |           | Dr. Schaepmanplantsoen 1 t/m 25 | 52° 12' 5" NB, 4° 52' 16" OL  | 0736/wiki3641AX1   | (senioren) woningbouwcomplex                     |
| Dwarshuis                                        |          |           | Dorpsstraat 8                   | 52° 12' 25" NB, 4° 51' 56" OL | 0736/wiki3641EG8   | Dwarshuis                                        |
| Kantoorgebouw 'De Boemerang'                     |          |           | Groot Mijdrechtstraat 81        | 52° 12' 54" NB, 4° 52' 30" OL | 0736/wiki3641RV81  | Meer afbeeldingen                                |
| Woonhuis annex horeca                            |          |           | Hofland 37                      | 52° 12' 41" NB, 4° 52' 4" OL  | 0736/wiki3641GA37  | Woonhuis annex horeca                            |
| Complex 16 woningen (3 bouwblokken)              |          |           | Hoofdweg 8-14                   | 52° 12' 21" NB, 4° 51' 44" OL | 0736/wiki3641PS8   | Complex 16 woningen (3 bouwblokken)              |
| Complex 16 woningen (3 bouwblokken)              |          |           | Hoofdweg 16-38                  | 52° 12' 20" NB, 4° 51' 43" OL | 0736/wiki3641PS16  | Complex 16 woningen (3 bouwblokken)              |
| Transformatorhuisje                              |          |           | Pr.Bernhardlaan nabij 2 (=1)    | 52° 12' 25" NB, 4° 51' 49" OL | 0736/wiki3641GP2   | Transformatorhuisje                              |
| T-huis boerderij 'Hoeve Mijn Lust'               |          |           | Ringdijk 2e bedijking 25        | 52° 13' 31" NB, 4° 49' 57" OL | 0736/wiki3641PH25  | T-huis boerderij 'Hoeve Mijn Lust'               |
| Stationsgebouw                                   |          |           | Rondweg 2                       | 52° 12' 31" NB, 4° 52' 14" OL | 0736/wiki3641SC2a  | Meer afbeeldingen                                |
| Privaatgebouw                                    |          |           | Rondweg 2                       | 52° 12' 31" NB, 4° 52' 14" OL | 0736/wiki3641SC2b  | Upload foto                                      |
| Sportzaal-beheerderswoning-garageboxen-vm.winkel |          |           | Van Wassenaerstraat 9           | 52° 12' 17" NB, 4° 51' 52" OL | 0736/wiki3641BC9   | Sportzaal-beheerderswoning-garageboxen-vm.winkel |

## Vinkeveen
De plaats Vinkeveen kent 33 gemeentelijke monumenten:
| Object                                                                                | Bouwjaar | Architect | Locatie              | Coördinaten                   | Nr.                | Afbeelding                                |
| ------------------------------------------------------------------------------------- | -------- | --------- | -------------------- | ----------------------------- | ------------------ | ----------------------------------------- |
| Chalet De Plashoeve                                                                   |          |           | Baambrugse Zuwe 167  | 52° 14' 16" NB, 4° 58' 11" OL | 0736/wiki3645AG167 | Upload foto                               |
| T-huis boerderij                                                                      |          |           | Demmerik 7-9         | 52° 12' 39" NB, 4° 56' 10" OL | 0736/wiki3645EA7   | Upload foto                               |
| Voorhuis van langhuisboerderij 'Veldwijck                                             |          |           | Demmerik 19          | 52° 12' 33" NB, 4° 56' 5" OL  | 0736/wiki3645EA19  | Voorhuis van langhuisboerderij 'Veldwijck |
| Langhuisboerderij "Spoorzicht"                                                        |          |           | Demmerik 33          | 52° 12' 26" NB, 4° 56' 3" OL  | 0736/wiki3645EA33  | Langhuisboerderij "Spoorzicht"            |
| T-huis boerderij                                                                      |          |           | Demmerik 39          | 52° 12' 22" NB, 4° 55' 60" OL | 0736/wiki3645EA39  | T-huis boerderij                          |
| Langhuisboerderij                                                                     |          |           | Demmerik 65          | 52° 12' 7" NB, 4° 55' 52" OL  | 0736/wiki3645EB65  | Langhuisboerderij                         |
| Langhuisboerderij                                                                     |          |           | Demmerik 71          | 52° 12' 4" NB, 4° 55' 50" OL  | 0736/wiki3645EB71  | Langhuisboerderij                         |
| Vm.raadhuis                                                                           |          |           | Demmerik 22          | 52° 12' 43" NB, 4° 56' 9" OL  | 0736/wiki3645EC22  | Vm.raadhuis                               |
| Landhuis                                                                              |          |           | Demmerik 46          | 52° 12' 38" NB, 4° 56' 5" OL  | 0736/wiki3645EC46  | Upload foto                               |
| Langhuisboerderij                                                                     |          |           | Demmerik 47          | 52° 12' 16" NB, 4° 55' 57" OL | 0736/wiki3645EB47  | Langhuisboerderij                         |
| Stationsgebouw                                                                        |          |           | Demmerik 68          | 52° 12' 29" NB, 4° 56' 0" OL  | 0736/wiki3645ED68  | Stationsgebouw                            |
| Langhuisboerderij                                                                     |          |           | Demmeriksekade 9     | 52° 12' 46" NB, 4° 58' 12" OL | 0736/wiki3645AZ9   | Upload foto                               |
| Langhuisboerderij                                                                     |          |           | Donkereind 9         | 52° 11' 52" NB, 4° 55' 44" OL | 0736/wiki3645TC9   | Langhuisboerderij                         |
| Langhuisboerderij 'Jacoba's Hoeve'                                                    |          |           | Donkereind 4         | 52° 11' 51" NB, 4° 55' 41" OL | 0736/wiki3645TD4   | Langhuisboerderij 'Jacoba's Hoeve'        |
| Woning                                                                                |          |           | Donkereind 12        | 52° 11' 49" NB, 4° 55' 40" OL | 0736/wiki3645TD12  | Woning                                    |
| Woning 'Sonnehoeck'                                                                   |          |           | Herenweg 23          | 52° 12' 47" NB, 4° 56' 11" OL | 0736/wiki3645DE23  | Woning 'Sonnehoeck'                       |
| Dwarshuisboerderij                                                                    |          |           | Herenweg 52-54       | 52° 12' 52" NB, 4° 56' 11" OL | 0736/wiki3645DR52  | Dwarshuisboerderij                        |
| Langhuisboerderij                                                                     |          |           | Herenweg 58          | 52° 12' 54" NB, 4° 56' 11" OL | 0736/wiki3645DP58  | Upload foto                               |
| Langhuisboerderij                                                                     |          |           | Herenweg 68          | 52° 12' 55" NB, 4° 56' 11" OL | 0736/wiki3645DS68  | Upload foto                               |
| Vrijstaand diep huis                                                                  |          |           | Herenweg 103         | 52° 12' 60" NB, 4° 56' 4" OL  | 0736/wiki3645DG103 | Vrijstaand diep huis                      |
| Herenhuis                                                                             |          |           | Herenweg 109-111     | 52° 13' 1" NB, 4° 56' 2" OL   | 0736/wiki3645DJ109 | Herenhuis                                 |
| Woning                                                                                |          |           | Herenweg 140         | 52° 13' 1" NB, 4° 56' 6" OL   | 0736/wiki3645DT140 | Upload foto                               |
| Villa                                                                                 |          |           | Herenweg 142         | 52° 13' 1" NB, 4° 56' 6" OL   | 0736/wiki3645DT142 | Villa                                     |
| Woonhuis-winkel-werkplaats                                                            |          |           | Herenweg 175-177     | 52° 13' 9" NB, 4° 55' 57" OL  | 0736/wiki3645DK175 | Woonhuis-winkel-werkplaats                |
| Pastorie behorende bij PKN                                                            |          |           | Herenweg 203         | 52° 13' 12" NB, 4° 55' 55" OL | 0736/wiki3645DL203 | Pastorie behorende bij PKN                |
| Woning                                                                                |          |           | Herenweg 221         | 52° 13' 15" NB, 4° 55' 52" OL | 0736/wiki3645DL221 | Upload foto                               |
| Geref.kerk (PKN)                                                                      |          |           | Herenweg 253         | 52° 13' 17" NB, 4° 55' 49" OL | 0736/wiki3645DM253 | Upload foto                               |
| Woning                                                                                |          |           | Herenweg 206         | 52° 13' 11" NB, 4° 55' 59" OL | 0736/wiki3645DV206 | Upload foto                               |
| Dubbel Herenhuis                                                                      |          |           | Herenweg 230-232-234 | 52° 13' 17" NB, 4° 55' 54" OL | 0736/wiki3645DW230 | Upload foto                               |
| Herenhuis                                                                             |          |           | Herenweg 230-232-234 | 52° 13' 17" NB, 4° 55' 54" OL | 0736/wiki3645DW234 | Upload foto                               |
| Middenstandswoningen                                                                  |          |           | Kerklaan 5-7-9       | 52° 14' 48" NB, 4° 59' 20" OL | 0736/wiki3645ES5   | Upload foto                               |
| Patronaatsgebouw                                                                      |          |           | Kerklaan 18          | 52° 12' 52" NB, 4° 55' 54" OL | 0736/wiki3645EV18  | Upload foto                               |
| (helft) dubbele baanwachterswoning; afgebroken helft is in dezelfde stijl opgetrokken |          |           | Ringdijk 6           | 52° 12' 26" NB, 4° 55' 41" OL | 0736/wiki3645HG6   | Upload foto                               |

## Waverveen
De plaats Waverveen kent 4 gemeentelijke monumenten:
| Object                                       | Bouwjaar | Architect | Locatie              | Coördinaten                   | Nr.               | Afbeelding              |
| -------------------------------------------- | -------- | --------- | -------------------- | ----------------------------- | ----------------- | ----------------------- |
| Kringenwetwoning (hout)                      |          |           | Botsholsedwarsweg 14 | 52° 14' 38" NB, 4° 52' 20" OL | 0736/wiki3646AK14 | Kringenwetwoning (hout) |
| Onderwijzerswoning                           |          |           | Hoofdweg 8           | 52° 14' 37" NB, 4° 54' 12" OL | 0736/wiki3646AX8  | Onderwijzerswoning      |
| Herenhuis                                    |          |           | Nessersluis 18       | 52° 14' 57" NB, 4° 51' 51" OL | 0736/wiki3646AD18 | Herenhuis               |
| Schotbalkenkering                            |          |           | Nessersluis ong.     |                               | 0736/wiki1        | Meer afbeeldingen       |
| Grenspaal, vroegere grens Utrecht en Holland |          |           | Poeldijk bij 4       | 52° 13' 15" NB, 4° 53' 4" OL  | 0736/             | Meer afbeeldingen       |

## Wilnis
De plaats Wilnis kent 24 gemeentelijke monumenten:
| Object                           | Bouwjaar | Architect | Locatie            | Coördinaten                   | Nr.                | Afbeelding                       |
| -------------------------------- | -------- | --------- | ------------------ | ----------------------------- | ------------------ | -------------------------------- |
| Langhuisboerderij 'Amstelzicht   |          |           | Amstelkade 49      | 52° 10' 26" NB, 4° 52' 1" OL  | 0736/wiki3648KA49  | Langhuisboerderij 'Amstelzicht   |
| Zomerhuis                        |          |           | Amstelkade 59      | 52° 10' 34" NB, 4° 51' 48" OL | 0736/wiki3648KA59  | Zomerhuis                        |
| T-huis boerderij 'Bethlehem'     |          |           | Amstelkade 61      | 52° 10' 33" NB, 4° 51' 48" OL | 0736/wiki3648KA61  | Upload foto                      |
| Molenstomp 'Driehuizermolen'     |          |           | Amstelkade 72      | 52° 10' 52" NB, 4° 50' 38" OL | 0736/wiki3648KA72  | Upload foto                      |
| Langhuisboerderij                |          |           | Dorpsstraat 38     | 52° 11' 42" NB, 4° 54' 15" OL | 0736/wiki3648AH38  | Upload foto                      |
| (dwarshuis) woning               |          |           | Dorpsstraat 42     | 52° 11' 43" NB, 4° 54' 16" OL | 0736/wiki3648AH42  | (dwarshuis) woning               |
| (post)kantoor/huis               |          |           | Dorpsstraat 59     | 52° 11' 44" NB, 4° 54' 17" OL | 0736/wiki3648AG59  | (post)kantoor/huis               |
| (veldwachters)woning             |          |           | Dorpsstraat 61     | 52° 11' 44" NB, 4° 54' 18" OL | 0736/wiki3648AG61  | (veldwachters)woning             |
| (langhuis)woning                 |          |           | Dorpsstraat 72     | 52° 11' 43" NB, 4° 54' 18" OL | 0736/wiki3648AJ72  | (langhuis)woning                 |
| Winkel/woning                    |          |           | Dorpsstraat 74     | 52° 11' 43" NB, 4° 54' 19" OL | 0736/wiki3648AJ74  | Winkel/woning                    |
| (sluiswachters)woning            |          |           | Geerkade 53        | 52° 10' 7" NB, 4° 55' 42" OL  | 0736/wiki3648NX53  | (sluiswachters)woning            |
| Dwarshuisboerderij               |          |           | Herenweg 2-4       | 52° 11' 42" NB, 4° 54' 4" OL  | 0736/wiki3648CJ2   | Dwarshuisboerderij               |
| Woning                           |          |           | Herenweg 269       | 52° 11' 56" NB, 4° 52' 34" OL | 0736/wiki3648CH269 | Woning                           |
| Stationsgebouw                   |          |           | Ir.Enschedeweg 14  | 52° 12' 8" NB, 4° 54' 16" OL  | 0736/wiki3648BV14  | Stationsgebouw                   |
| Langhuisboerderij                |          |           | Mijdr.dwarsweg 5   | 52° 12' 24" NB, 4° 55' 1" OL  | 0736/wiki3678BR5   | Upload foto                      |
| Langhuisboerderij 'Veenlust'     |          |           | Oudhuijzerweg 2-2a | 52° 11' 42" NB, 4° 54' 23" OL | 0736/wiki3648AC2   | Langhuisboerderij 'Veenlust'     |
| Langhuisboerderij 'Ijda's hoeve' |          |           | Oudhuijzerweg 18   | 52° 11' 43" NB, 4° 54' 30" OL | 0736/wiki3648AC18  | Langhuisboerderij 'Ijda's hoeve' |
| T-huis boerderij 'Eykelhoeve'    |          |           | Oudhuijzerweg 24   | 52° 11' 43" NB, 4° 54' 32" OL | 0736/wiki3648AC24  | T-huis boerderij 'Eykelhoeve'    |
| T-huis boerderij                 |          |           | Oudhuijzerweg 28   | 52° 11' 44" NB, 4° 54' 37" OL | 0736/wiki3648AC28  | T-huis boerderij                 |
| Raadhuis                         |          |           | Raadhuisstraat 1   | 52° 11' 44" NB, 4° 54' 10" OL | 0736/wiki3648AR1   | Raadhuis                         |
| Woonhuis (voormalig pakhuis)     |          |           | Stationsweg 2-4    | 52° 11' 43" NB, 4° 54' 16" OL | 0736/wiki3648AN2   | Woonhuis (voormalig pakhuis)     |
| Langhuisboerderij                |          |           | Veldhuisweg 1      | 52° 11' 15" NB, 4° 55' 58" OL | 0736/wiki3648AX1   | Upload foto                      |
| Langhuisboerderij                |          |           | Wilnisse Zuwe 34   | 52° 10' 19" NB, 4° 54' 8" OL  | 0736/wiki3648NL34  | Langhuisboerderij                |
| Langhuisboerderij 'Lucie Hoeve'  |          |           | Wilnisse Zuwe 35   | 52° 10' 16" NB, 4° 54' 10" OL | 0736/wiki3648NK35  | Langhuisboerderij 'Lucie Hoeve'  |